# Más que baile El Salvador
¡Más que baile El Salvador! Fue un talent show salvadoreño producido por Telecorporación Salvadoreña en colaboración con Gestmusic Endemol y emitido en Canal 2 Desde el 7 de junio de 2015.
El formato de Endemol se ha producido en Reino Unido, Italia, Francia, España y Estados Unidos entre otros. El Salvador se convierte en el primer país de la región en producir en adaptar el formato.

## Formato
A diferencia de ¡Mira quién baila!, Más que Baile, no cuenta con la participación de celebridades ni famosos. Es una competencia de baile con parejas de bailarines profesionales en las distintas ramas de la danza que compiten en 13 programas por alcanzar el primer lugar y llevarse un premio de $25,000 dólares estadounidenses.
Durante 13 programas, las parejas bailarán un ritmo de baile diferente entre ellos con un mismo nivel de dificultad. A partir de la gala 3 se irán eliminando uno a uno hasta llegar a la gala final donde las dos mejores parejas lucharán por el premio mayor.

## Jurado
El jurado en la primera temporada está integrado por:
| Nombre         | Profesión                    | Nacionalidad                                       |
| -------------- | ---------------------------- | -------------------------------------------------- |
| Nené de Roeder | Primera bailarina de Jazzing | Bandera de El Salvador · Bandera de Estados Unidos |
| Billy Grimaldi | Bailarín                     | Bandera de El Salvador                             |
| Diana Aranda   | Bailarina Profesional        | Bandera de El Salvador                             |